# Julián Grimau García
Julián Grimau García (Madrid, 18 de febrer de 1911 - 20 d'abril de 1963) va ésser un polític espanyol.
Militant del PCE des del 1936, el 1959 va tornar a l'Estat espanyol per organitzar el seu partit des de la clandestinitat. Detingut per la policia franquista el 1963, fou jutjat sense garanties i afusellat, fet que provocà una allau de protestes contra la dictadura franquista a tot Europa.
La premsa internacional es va bolcar en el cas Grimau i hi va haver manifestacions multitudinàries en capitals europees i llatinoamericanes. Més de vuit-cents mil telègrames foren enviats a Madrid per demanar la paralització d'allò que es preveia que seia un judici farsa. Avui dia encara hi ha, en moltes ciutats, carrers que en porten el nom.

## Guerra Civil
Quan era jove Grimau va militar a Izquierda Republicana, fins que a l'octubre de 1936 s'adherí al PCE. Durant la Guerra, Grimau estava a Barcelona, on participà en tasques policials. Segons sembla, Grimau fou un destacat membre del Servei d'Informació Militar (SIM), motiu pel qual dirigí la investigació de l'assassinat de l'agent del SIM Leon Narwicz, esdevingut el 1938; per altra banda, Grimau va dirigir l'activitat policial i repressora no sols contra els membres de la cinquena columna franquista sinó també contra els militants del POUM.

## L'Exili
Després d'acabada la Guerra, va establir-se primer a l'Amèrica Llatina i, després, a França. El 1954, en el congrés celebrat a Praga, Grimau fou elegit membre del comitè central del PCE i, a partir, de 1959, es feu càrrec de la direcció del partit a l'"interior", és a dir, dins d'Espanya, i per tant, va haver de residir-hi clandestinament.

## El procés de Grimau
Grimau va ser detingut el novembre de 1962. Immediatament, se'l va conduir a la Dirección General de Seguridad, situada a Madrid, a la Puerta del Sol, a l'edifici que, actualment, és la seu del govern de la Comunitat de Madrid.
Després d'interrogar-lo i torturar-lo, els agents de la policia van tirar Grimau per la finestra d'un segon pis emmanillat, cosa que li va provocar fractures al front i als canells; segons la versió oficial difosa pel Ministre d'Informació i Turisme Manuel Fraga Iribarne, el tracte dels policies a Grimau fou exquisit i si va caure per la finestra va ser perquè ell s'hi va tirar voluntàriament.
La justícia franquista no va acusar Grimau de militància clandestina, cosa per la qual només l'hauria pogut condemnar a presó, sinó per l'actuació com a policia a la zona republicana durant la Guerra Civil; segons la legislació del franquisme, totes les persones que haguessin desenvolupat tasques d'administració pública en zona republicana eren culpables del delicte de rebel·lió militar i se'ls podia aplicar la Llei de Responsabilitats Polítiques de 1938, i, per tant, condemnar-los a mort.
El judici contra Grimau, dut a terme davant d'un tribunal militar, va començar a Madrid el 18 d'abril de 1963, amb la sala plena de periodistes. Segons sembla, no es van aconseguir proves de les acusacions formulades contra l'acusat, en concret, les d'haver treballat en una de les txeques de Barcelona.
Un cop es va saber que Grimau havia estat condemnat a mort, alguns caps d'estat, com ara el papa Joan XXIII i el dirigent soviètic Nikita Khrusxov demanaren la commutació de la pena, com també demanaren clemència algunes persones properes al règim franquista. Tanmateix, en el consell de ministres celebrat el 19 d'abril, malgrat que el ministre d'afers exteriors Fernando Castiella i Vicente Fernández Bascarán, subsecretari del Ministeri de la Governació i ministre en funcions aquell dia, s'havien mostrat contraris a l'execució de la sentència per les conseqüències que podia tenir per a la política exterior espanyola, Franco va sotmetre el tema a votació i el vot a favor de l'execució fou unànime.
Julián Grimau fou afusellat en un camp de tir dels afores de Madrid a les cinc de la matinada del 20 d'abril de 1963 i enterrat al cementiri civil.
Posteriorment, Ángela Martínez Lanzaco, la seva vídua, més coneguda com a Angelita Grimau, va reclamar diverses vegades la revisió del judici, petició denegada per «coherència jurídica».